# Liste der Fließgewässer im Flusssystem Mümling

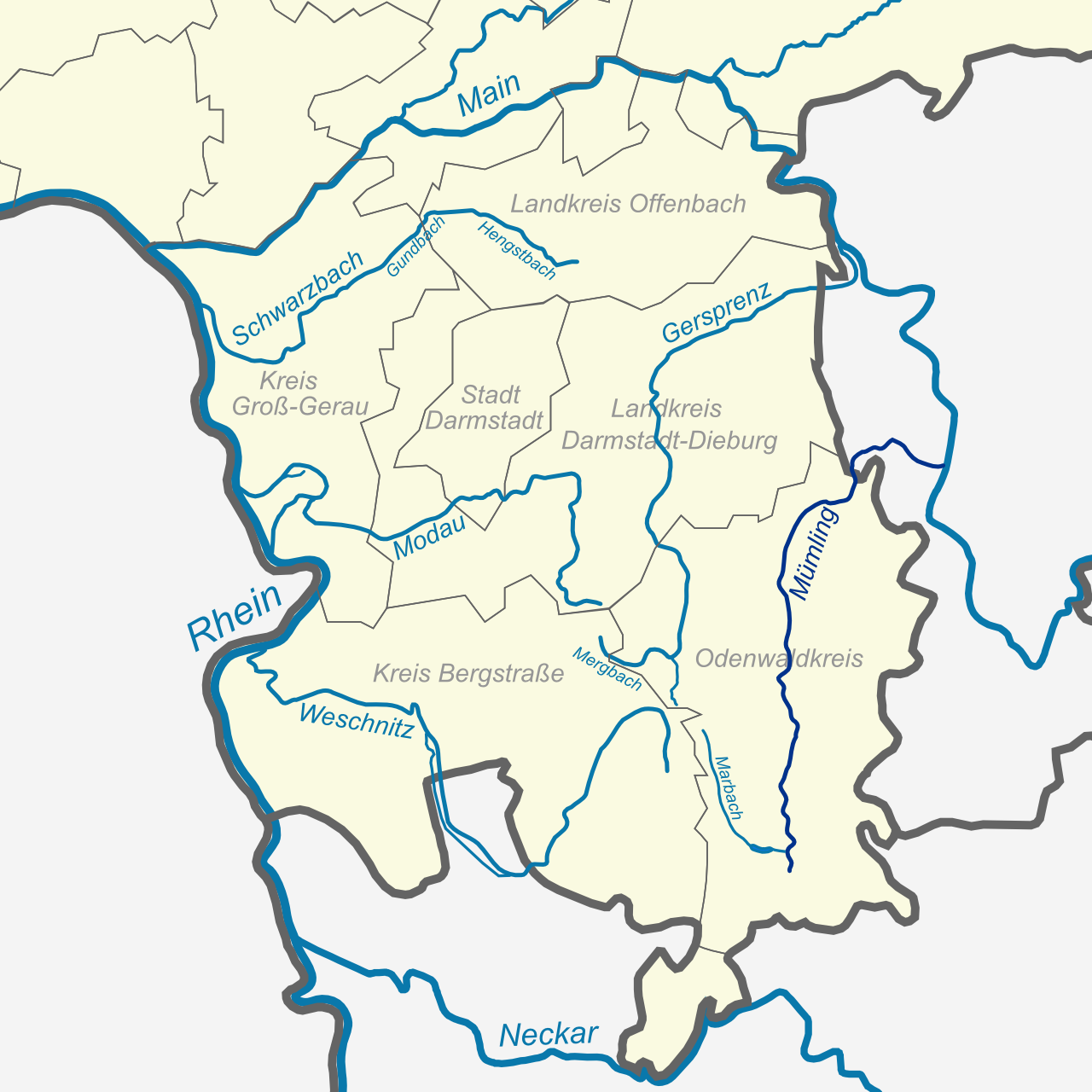
Verlauf Mümling

Die Liste der Fließgewässer im Flusssystem Mümling umfasst alle direkten und indirekten Zuflüsse der Mümling, soweit sie namentlich auf der Topographischen Karte 1:25 000 Hessen (DK 25), der Topographischen Karte 1:10000 Bayern Nord (DK 10), im Kartenservicesystem des Hessischen Landesamts für Naturschutz, Umwelt und Geologie (HLNUG) WRRL in Hessen oder im Kartenservicesystem des Bayerischen Landesamts für Umwelt (LfU) aufgeführt werden. Namenlose Zuläufe und Abzweigungen werden nicht berücksichtigt. Wenn sich der Gewässername nach dem Zusammenfluss zweier Gewässerabschnitte ändert, werden die beiden Zuflüsse als Quellzuflüsse separat angeführt, ansonsten erscheint der Teilbereichsname in Klammern. Die Längenangaben werden auf eine Nachkommastelle gerundet. Die Fließgewässer werden jeweils flussabwärts aufgeführt. Die orografische Richtungsangabe bezieht sich auf das direkt übergeordnete Gewässer.

## Mümling
Die Mümling (Mömling) ist ein 49,7 km langer linker Zufluss des Mains im Odenwald.

## Zuflüsse
Direkte und indirekte Zuflüsse der Mümling
- Walterbach[1] (linker Quellbach) 2,4 km
  - Etzeaner Graben[2] [GKZ 24741112] (links), 1,0 km
- Gretengraben (rechter Quellbach[3]), 1,9 km
- Himbachel (rechts), 1,5 km
- Marbach (links) 6,0 km (mit Streitbach und Schmerbach 12,5 km)
  - Streitbach[4] (linker Quellbach) 5,8 km[5]
    - Schmerbach[6] (rechts), 1,7 km

  - Güttersbach (rechter Quellbach[7])
    - Mornsbach (links), 2,4 km
    - Mösselsbach (links), 2,5 km

  - Mossaubach (links), 11,4 km
    - Mossaubach[8] (links), 0,8 km
    - Hoschbach (rechts), 1,4 km
    - Bach an dem Mühlengrund (rechts), 1,4 km
    - Bach aus dem Hammergrund (rechts), 2,2 km
    - Bach aus dem Backofengrund (rechts), 1,9 km

  - Bach vom Meisenbrunnen (rechts), 1,4 km
- Bach aus dem Hasengrund (rechts), 0,9 km
- Günterfürsterbach (links), 2,1 km
- Lauerbach (links), 3,1 km
  - Elsbach (rechts), 1,6 km
- Krebsbach (rechts), 2,3 km
- Roßbächl (links), 3,7 km
- Bach aus dem Kemmelsgrund (links), 2,5 km
- Erdbach (rechts) 3,7 km (mit Ernsbach 7,0 km)
  - Ernsbach (rechter Quellbach[9]), 3,3 km
  - Erbucher Bach (Erdbach[10]) (linker Quellbach[11]) 3,0 km
- Rehbach (links), 6,8 km
  - Steinbach[12] (rechts), 3,6 km
- Marbach[13] (rechts), 3,0 km
- Kellersgraben (rechts), 1,6 km
- Bach von Götterhain (links), 2,1 km
- Waldbach (rechts) 3,0 km (mit Bach an dem Schlehengrund 8,4 km)
  - Bach an dem Schlehengrund (linker Quellbach[14]) 5,4 km
  - Bach an dem alten Grund (rechter Quellbach[15]), 5,0 km
- Brombach (links), 6,3 km
  - Hembach (links), 2,5 km
  - Dorfbach (links), 2,7 km
- Kimbach (rechts), 7,4 km
  - Bach von der Teufelsbrücke (rechts), 2,5 km
    - Bach von Kohlert (links), 1,4 km
- Fürstengrunder Bach[16] (rechts), 3,6 km
  - Bach an dem Römergrund (rechts), 0,8 km
- Kinzig (links), 6,0 km
  - Gumpersbergerbach[17] (rechts), 1,4 km
  - Tiefenwiesengraben[18][19] (Gumpersbergerbach[20]) (rechts), 1,3 km
  - Balsbach (rechts), 4,2 km
    - Birkerter Bach (links), 2,7 km
- Forsteler Bach (links), 2,9 km
- Beinegraben[21] (rechts), 1,8 km
- Oberhöchster Bach (links), 5,4 km
  - Pfirschbach (rechts), 2,2 km
  - Annelsbach (rechts), 4,2 km[22]
- Obrunngraben[23] (rechts), 2,0 km
- Hetschbach (links), 1,4 km
- Breitenbach (rechts), 7,3 km
  - Goldbach (links), 0,9 km
  - Lützelbach (rechts), 5,6 km
    - Wiebelsbach[24] (rechts), 1,4 km
- Raibach (rechts), 3,7 km
- Amorbach (Mömlinger Mühlbach) (links)
  - Adenbergsgraben (links), 2,2 km
  - Hartgrund (links)
  - Bachelsgrundgraben (links)
  - Größtergraben (links)
- Schlauchwiesengraben (rechts)
- Lautergraben (links)
  - Teufelslochgraben (rechter Quellbach)
  - Mittelsbergsgraben (linker Quellbach)
- Eisengraben (Eisenbach) (rechts)
  - Grundgraben (linker Quellbach)
  - Schließgraben (rechter Quellbach)
- Lautergraben (links)
  - Teufelslochgraben (rechter Quellbach)
  - Lautergraben (linker Quellbach)
- Rainchestalgraben (rechts) 5,0 km (inklusive Grundgraben)
  - Grundgraben (rechter Quellbach), 2,5 km
  - Eichelskerngraben (links) 1,0 km
    - unbenannter Zufluss zum Eichelskerngraben (links) 1,2 km (zwei gleich lange Quellbäche)

  - Sommerhallgraben (links) 1,1 km
  - Ziegelgraben (links) 0,65 km
- Kümmentalgraben (links), 1,2 km